# Сула (Петровское сельское поселение)
Сула — деревня в Бугульминском районе Татарстана. Входит в состав Петровского сельского поселения.

## География
Находится в юго-восточной части Татарстана на расстоянии приблизительно 11 км на юг по прямой от районного центра города Бугульма.

## История
Основана в 1740 году известным чиновником П.И. Рычковым. Упоминалась также как Верхосулье, Богоявленское. В 1806 году была построена Богоявленская церковь (ныне руины). Имела различный статус: сначала деревня, с 1806 года село, после революции в какой-то момент стала поселком (в 2002 году еще отмечалась как поселок), ныне деревня.

## Население
Постоянных жителей было: в 1859—986, в 1889—590, в 1910—539, в 1920—610, в 1926 и 1938 — по 562, в 1949—417, в 1958—269, в 1970—197, в 1979—127, в 1989 — 73, в 2002 году 81 (русские 52 %, татары 42 %), в 2010 году 65.